# Едуар Пишон
Едуард Жан Батист Пишон (на френски: Édouard Jean Baptiste Pichon) е френски лекар, лингвист и психоаналитик.

## Биография
Роден е на 24 юни 1890 година в Сарсел, Франция. Произлиза от бургундско семейство. Въпреки че Пишон се увлича по лингвистиката, по съвет на баща си започва да учи медицина.
По време на Първата световна война работи като военен лекар. Неговият живот е белязан от заболяване, което изисква много хоспитализации, причинява увреждания и го кара да се движи в инвалидна количка.
През 1924 г. специализира педиатрия и е назначен за заместник-началник на клиника за деца. Там по-късно се среща с Франсоаз Долто и тя става негова ученичка. След среща с Рене Лафорг той работи в три направления като лекар, психоаналитик и лингвист. През 1927 г. се жени за Хелен Жане, дъщеря на Пиер Жане, един от най-забележителните противници на психоанализата.
Пишон е един от основателите на Парижкото психоаналитично общество.
Умира на 20 януари 1940 година на 49-годишна възраст.